# Octobre 1934

## Événements
- Insurrection syndicaliste aux Asturies. Un gouvernement révolutionnaire est mis en place pendant 15 jours. La répression dirigée par le général Franco est féroce (4 000 morts, 40 000 arrestations).
- Premier vol du Caudron Simoun C620.

- 1er octobre :
  - Chine : encerclés par les troupes de Tchang Kaï-chek, les communistes abandonnent le Jiangxi.
    - Début de la Longue Marche, en Chine du nord, des armées communistes du Jiangxi au Shaanxi (fin en octobre 1935), commandée par Mao Zedong qui devient chef du Parti communiste chinois pendant cette marche. Elle permet aux troupes communistes d'entrer en contact avec les paysans.

  - Hitler ordonne secrètement la création d'une nouvelle force aérienne et l'extension des forces navales et terrestres.
  - Espagne : démission du gouvernement Samper. La CEDA (Confédération Espagnole de la Droite Autonome) exige une participation majoritaire dans le nouveau cabinet. La gauche refuse et menace de déclencher une insurrection.

- 3 octobre : Grand Prix automobile de Rio de Janeiro.

- 4 octobre :
  - La CEDA participe au gouvernement Alejandro Lerroux. Le bienio negro inaugure une politique de réaction (arrêt des réformes).
  - Grève générale lancée par l’UGT à Madrid et Barcelone.

- 6 octobre : opposé à la participation des droites au gouvernement, le président de la généralité de Catalogne Lluís Companys proclame l’autonomie totale de la Catalogne, mais la grève générale échoue.

- 7 octobre : premier vol du bombardier soviétique Tupolev SB1.

- 8 octobre :
  - Tunisie : le parti Néo-Destour est dissout;
  - un équipage français relie Paris et Damas en 43 heures de vol sur 6 jours;
  - premier vol du Savoia-Marchetti SM.79;
  - premier vol du Praga E-45.

- 9 octobre : assassinat d'Alexandre Ier de Yougoslavie à Marseille par un Macédonien lié à l’organisation séparatiste croate Oustachis, avec le ministre français des affaires étrangères Louis Barthou. Conseil de régence tripartite dirigé par le prince Pavle Karadjordjevic (Paul), cousin du roi défunt.

- 20 octobre : départ de la course Londres-Melbourne. 20 équipages au départ : 10 britanniques, 3 américains, 2 australiens, 2 néo-zélandais, 1 danois, 1 hollandais et 1 norvégien. Elle est remportée par le DH88 Comet "Grosvenor House" piloté par Campbell et Black en 70 h 54 min et 18 s ; ils gagnent ainsi le prix de 10 000 livres sterling offert par "Sir Mac Pherson-Robertson".

- 23 octobre : Francesco Agello établit le record du monde de vitesse pour hydravion à moteur à piston en atteignant 709 km/h sur un Macchi MC.72 modifié.

- 24 octobre, France : Maurice Thorez appelle à la formation d’un Front populaire.

- 26 octobre : fondation du parti de la reconstruction du Canada.

## Naissances
- 1er octobre : Margaret Norrie McCain, lieutenant-gouverneur du Nouveau-Brunswick.
- 2 octobre : Richard Scott, juge britannique.
- 8 octobre : Chu Yuan, réalisateur hongkongais († 21 février 2022).
- 13 octobre : Nana Mouskouri, chanteuse  grecque.
- 18 octobre : Sylvie Joly, actrice et humoriste française († 4 septembre 2015).
- 20 octobre : Timothy West, acteur britannique († 12 novembre 2024).
- 23 octobre : Lucien Fruchaud, évêque catholique français, évêque de Saint-Brieuc.
- 26 octobre : Marcel Niat Njifenji, homme politique camerounais.
- 27 octobre :
  - Robert Capia, acteur et antiquaire français († 1er octobre 2012).
  - Barre Phillips, contrebassiste de jazz américain († 28 décembre 2024).

## Décès
- 5 octobre : Jean Vigo, réalisateur français (° 1905).
- 17 octobre : Adolf Hölzel, peintre allemand (° 13 mai 1853).